# ویلدان آتاسور
ویلدان آتاسور (ترکی استانبولی: Vildan Atasever؛ زادهٔ ۲۶ اوت ۱۹۸۱) هنرپیشه، مدل و بازیگر سینما و تئاتر اهل ترکیه است.
از فیلم‌ها یا برنامه‌های تلویزیونی که وی در آن نقش داشته‌است می‌توان به سرنوشت و ماه‌پیکر اشاره کرد.